# Chalema
Chalema es un género con una especie, Chalema synanthera, de plantas con flores perteneciente a la familia Cucurbitaceae. 